# عزت‌آباد (محمودآباد)
عزت‌آباد، روستایی از توابع بخش سرخ‌رود شهرستان محمودآباد در استان مازندران در ایران است.

## جمعیت
این روستا در دهستان هرازپی شمالی قرار دارد و براساس سرشماری مرکز آمار ایران در سال ۱۳۸۵، جمعیت آن ۳۴۸ نفر (۹۰خانوار) بوده‌است.